# Eduard Trippel
Eduard Trippel (Rüsselsheim, 26 de março de 1997) é um judoca alemão, medalhista olímpico.

## Carreira
Trippel esteve nos Jogos Olímpicos de Verão de 2020 em Tóquio, onde participou do confronto de peso pesado, conquistando a medalha de prata após disputa contra o georgiano Lasha Bekauri. Além disso, compôs o time alemão detentor da medalha de bronze na disputa por equipes.